# Heinkel HE 1
Хейнкель HE 1 (нем. Heinkel HE 1) — немецкий гидросамолёт-разведчик.
В 1923 году десять самолётов купил военно-морской флот Германии (Рейхсмарине). Это были первые самолеты немецкой морской авиации после поражения в Первой мировой войне. Ограничения Версальского договора заставили сделать покупку тайной: сами гидропланы разместили в Стокгольме. В 1926 году семь подобных машин были переданы ВМС Швеции, где получили обозначение S.2.

## Лётно-технические характеристики
| Модификация                 | HE 1                |
| Размах крыла, м             | 17.48               |
| Длина, м                    | 12.66               |
| Высота, м                   | 3.90                |
| Площадь крыла, м2           | 53.60               |
| Масса, кг                   |                     |
| пустого самолета            | 1863                |
| нормальная взлетная         | 2475                |
| Тип двигателя               | 1 ПД Maybach Mb.IVa |
| Мощность, л. с.             | 1 х 240             |
| Максимальная скорость, км/ч | 158                 |
| Крейсерская скорость, км/ч  | 135                 |
| Практическая дальность, км  |                     |
| Скороподъемность, м/мин     | 168                 |
| Практический потолок, м     | 4000                |
| Экипаж, чел                 | 3                   |